# Jean-Louis Bérenguier
Jean-Louis Bérenguier (* 28. Februar 1958 in La Ciotat) ist ein ehemaliger französischer Fußballspieler und späterer -trainer.

## Spielerkarriere
Bérenguier begann das Fußballspielen bei einem Klub aus seinem Heimatort La Ciotat, wo er die Aufmerksamkeit verschiedener Profivereine erweckte, was ihm 1977 einen Wechsel zum Zweitligisten SC Toulon ermöglichte. Noch im Verlauf seiner ersten Spielzeit bei Toulon avancierte der 19-Jährige zum Stammspieler auf der rechten Abwehrseite. Nachdem er mit der Mannschaft in seinem ersten Jahr noch um den Aufstieg in die höchste französische Spielklasse gekämpft hatte, musste er 1980 den Abstieg in die Drittklassigkeit hinnehmen. Bérenguier blieb seinem Klub dennoch treu und schaffte in seinem einzigen Drittligajahr den direkten Wiederaufstieg.
1983 erreichte er mit dem Team den Sprung in die erste Liga, wo er seinen Stammplatz verteidigen konnte. Mehrfach spielte Toulon gegen den Abstieg, bevor sich die Mannschaft in der Spielzeit 1987/88 den fünften Tabellenplatz sicherte, der aber nicht für eine Qualifikation zur UEFA-Cup reichte. In den darauffolgenden Jahr hielt Bérenguier jeweils als Stammspieler mit der Mannschaft die Erstklassigkeit, bis er im Verlauf der Spielzeit bedingt durch Verletzungen von Thierry Rabat verdrängt wurde. Später bestand die Konkurrenz vor allem aus Frédéric Martin. Trotz allem blieb er dem Verein treu, bis er 1993 mit diesem abstieg. Der zu diesem Zeitpunkt 35-Jährige Fußballer beendete nach 289 Erstliga- und 140 Zweitligapartien ohne Tor seine Profilaufbahn, die er ausschließlich bei Toulon bestritten hatte und wodurch er zum Rekordspieler des Vereins wurde.

## Trainerkarriere
Aufgrund finanzieller Probleme stürzte Toulon 1993 nicht nur in die zweite, sondern in die dritte Liga ab und es war Bérenguier, der direkt im Anschluss an seine aktive Laufbahn die Verantwortung als Trainer übernahm. Der angestrebte Aufstieg in die zweite Liga gelang im ersten Jahr nicht und angesichts großer finanzieller Probleme folgte 1995 der sportliche Abstieg in die vierte Spielklasse, der jedoch durch den Zwangsabstieg anderer Teams verhindert wurde. Infolgedessen kehrte der Ex-Profi Toulon den Rücken und verschwand aus dem Fußball, bis von 2007 an als Präsident seines Jugendklubs aus La Ciotat tätig war. Dieses Amt gab er 2009 auf, um Sportdirektor beim Drittligisten SO Cassis Carnoux zu werden. Wenig später wurde er zum Trainer befördert, als welcher er im März 2010 angesichts des drohenden und später tatsächlich eingetretenen Abstiegs wieder entlassen wurde.